# Johan Adang
Johannes Wilhelmus 'Sjeng' Adang (Vaals, 4 juli 1924 – 20 februari 1996) was een Nederlands profvoetballer die als rechtsbuiten bij VV Bleijerheide, Juliana, Rapid JC, Sittardia en Fortuna '54 speelde.

## Carrière
Johan Adang speelde bij de amateurclubs Bleijerheide en Juliana, dat uitkwam in de eerste klasse. In 1954 fuseerde Juliana met Rapid '54 tot Rapid JC, waarmee Adang vanaf 1956 in de eredivisie uitkwam. Ook speelde hij in de Europa Cup 1 tegen Rode Ster Belgrado. Daarna speelde hij drie seizoenen voor RKSV Sittardia in de eerste divisie en eredivisie, waarna hij nog één seizoen voor Fortuna '54 in de eredivisie speelde.

## Carrièrestatistieken
| Seizoen         | Club            | Land            | Competitie                   | Competitie | Competitie | Beker | Beker | Internationaal | Internationaal | Overig | Overig | Totaal | Totaal |
| Seizoen         | Club            | Land            | Competitie                   | Wed.       | Dlp.       | Wed.  | Dlp.  | Wed.           | Dlp.           | Wed.   | Dlp.   | Wed.   | Dlp.   |
| --------------- | --------------- | --------------- | ---------------------------- | ---------- | ---------- | ----- | ----- | -------------- | -------------- | ------ | ------ | ------ | ------ |
| 1954/55         | Juliana         | Nederland       | Eerste klasse D (Afgebroken) | –          | 4          | –     | –     | –              | –              | 0      | 0      | –      | 4      |
| 1954/55         | Rapid '54       | Nederland       | NBVB (Afgebroken)            | –          | 2          | –     | –     | –              | –              | 0      | 0      | –      | 2      |
| 1954/55         | Rapid JC        | Nederland       | Eerste klasse D              | –          | 6          | –     | –     | –              | –              | 0      | 0      | –      | 6      |
| 1955/56         | Rapid JC        | Nederland       | Hoofdklasse B                | –          | 12         | –     | –     | –              | –              | –      | 1      | –      | 13     |
| 1956/57         | Rapid JC        | Nederland       | Eredivisie                   | 30         | 10         | –     | 0     | 2              | 0              | 0      | 0      | –      | 10     |
| 1957/58         | Sittardia       | Nederland       | Eerste divisie B             | 21         | 9          | –     | 0     | –              | –              | 0      | 0      | –      | 9      |
| 1958/59         | Sittardia       | Nederland       | Eerste divisie B             | 23         | 17         | –     | 2     | –              | –              | 0      | 0      | –      | 19     |
| 1959/60         | Sittardia       | Nederland       | Eredivisie                   | 28         | 5          | –     | –     | –              | –              | 0      | 0      | 28     | 5      |
| 1960/61         | Fortuna '54     | Nederland       | Eredivisie                   | 9          | 0          | –     | 0     | –              | –              | 0      | 0      | –      | 0      |
| Carrière totaal | Carrière totaal | Carrière totaal | Carrière totaal              | –          | 65         | –     | 2     | 2              | 0              | –      | 1      | –      | –      |

## Erelijst
Rapid JC
| Nationaal     |    |         |
| Landskampioen | 1x | 1955/56 |

 Sittardia
| Nationaal        |    |         |
| Eerste divisie B | 1x | 1958/59 |